# Europejskie Centrum ds. Zapobiegania i Kontroli Chorób
Europejskie Centrum ds. Zapobiegania i Kontroli Chorób, ECDC (ang. European Centre for Disease Prevention and Control) – niezależna agencja Unii Europejskiej z siedzibą w Szwecji, odpowiedzialna za rozpoznawanie, ocenę i powiadamianie o bieżących i nadchodzących zagrożeniach związanych z chorobami zakaźnymi takimi jak SARS, ptasia grypa, HIV/AIDS, grypa lub COVID-19. Podstawowe funkcje ECDC to: nadzór, wywiad epidemiologiczny, reagowanie, doradztwo naukowe, mikrobiologia, gotowość, szkolenia w zakresie zdrowia publicznego, stosunki międzynarodowe, komunikacja zdrowotna oraz czasopismo naukowe Eurosurveillance.
Centrum istnieje od 2005 r., zatrudnia 290 pracowników (stan na marzec 2020). Jego dyrektorem jest Andrea Ammon, siedziba znajduje się w Sztokholmie (Szwecja).